# Chapelle-d’Huin
Chapelle-d’Huin település Franciaországban, Doubs megyében. Lakosainak száma 534 fő (2022. január 1.). Chapelle-d’Huin Septfontaines, La Rivière-Drugeon, Bannans, Chaffois, Boujailles, Dompierre-les-Tilleuls, Bulle, Levier és Val-d’Usiers községekkel határos.

## Népesség
A település népességének változása:
| Lakosok száma | 320  | 278  | 297  | 379  | 512  | 511  | 514  | 525  | 528  | 534  |
|               | 1968 | 1982 | 1990 | 2006 | 2013 | 2015 | 2017 | 2019 | 2020 | 2022 |